# Donji Skrad
 Donji Skrad  falu Horvátországban, Károlyváros megyében. Közigazgatásilag Barilovićhoz tartozik.

## Fekvése
Károlyvárostól 17 km-re délre, községközpontjától 6 km-re délnyugatra a Korana jobb partján fekszik.

## Története
A vár és közvetlen környékén a 19. században talált római pénzek alapján szakemberek arra következtetnek, hogy már a rómaiak idején is állt itt valamilyen erődítmény. A vár alatti Skrad mezőváros Szent Vid templomát már 1334-ben említi Ivan goricai főesperes. A templomot később Szent Lőrinc tiszteletére szentelték és a korabeli források szerint még 1588-ban is állt. Maga Skrad mezőváros 1461-ben 45 portát számlált, köztük a bíróéval az uradalmi segédtisztével és számos iparossal. A város polgárai a földesúrnak csak a jobbágytelkek után kiszabott censust tartoztak megfizetni. Az uradalomnak a skradi vár alatt egy majorsága, míg a Korana és Mrežnica folyókon, valamint a Čeivci-patakon malmai voltak. Az uradalomhoz nagy területű erdők és legelők tartoztak, fejlett volt a szőlészet és borászat. A megtermelt javakat vízi úton szállították eladásra.
Szkrad várának létezéséről a 15. századból származnak az első adatok, amikor a Frangepánok birtoka volt. A Cilleiekhez Frangepán Erzsébet házasságával került, majd Cillei Ulrik halála után 1456-ban V. László magyar király Andreas Kreiger streničnjaki várnagynak adta. 1463 körül özvegyétől Frangepán Márton vásárolta meg, majd továbbadta Okics és Cetin urának Benvenjudi Tamás fia Jánosnak tulajdonába. A család kihalása után a birtok 1504-ben a királyra szállt. II. Ulászló magyar király kincstárnokának Bornemissza Jánosnak adta, de már a következő évben elfoglalta Frangepán Bernát. 1516-ban Benvenjudi János özvegye hivatalosan is átengedte a Frangepánoknak  akik később is megtartották. Szkradot Bernát után unokája, Frangepán István örökölte, majd a Zrínyiekkel kötött szerződése után gróf Zrínyi Miklósé lett.
Szkradot már 1493 előtt támadta a török, a város portáit felégette, a lakosságot legyilkolta, illetve fogságba hurcolta. A porták száma a korábbi 45-ről 17-re csökkent. 1524-ben újabb támadás érte a vidéket, de az igazi nagy pusztítást a boszniai bég 1557-es támadása okozta. A török sereg a várat megostromolta és lerombolta, a mezővárost és a környező falvakat porig égette. A jobbágyok többsége elmenekült, az egész vidék elnéptelenedett. A megmaradottak sem merték földjeiket művelni, éhínség pusztított a birtok teljesen elértéktelenedett. Zrínyi a skradi birtokot vissza is adta a Frangepánoknak,  a vár őrségét pedig a két család együtt biztosította. 1576-ban egy török sereg újra végigpusztította a vidéket és mintegy 170 embert hurcolt fogságba. 1585 júliusában ismét felégette Skradot, mely ezután már nem épült újjá. A romos várral szemben a Korana túloldalán fából építettek egy őrhelyet, melyet Novi Skradnak neveztek el. Az 1686-os nagy felszabadító hadjárat után a háború elől menekült boszniai horvátokat és vlachokat telepítettek ide. Matthias Strassaldo károlyvárosi vicegenerális Blagaj és Skrad környékén kétszáz ház építésére adott engedélyt pravoszláv vlach telepeseknek. Amikor azonban 1689-ben a vlachok már kezdtek áttelepülni a Korana folyón túlra is, ezt Herberstein generális megtiltotta nekik azzal, hogy a Korana bal parti részeit, a katolikus horvát őslakosoknak kell meghagyni. 1711-ben báró Hallerstein, barilovicsi kapitány telepített ide más, a török birodalom területéről érkező vlachokat is akiknek utódai ma is élnek a Koranai dombok közti falvakban. 1712-ben a barilovicsi helyőrség parancsnokságát ide akarták áthelyezni. Ettől azonban végül elálltak, sőt az újszkradi őrhelyet is megszüntették.
A vidék gazdasága azóta sem tért vissza régi állapotába, elkerülik a főbb utak és vasútvonalak, lakossága csökken. A településnek 1857-ben 234, 1910-ben 350 lakosa volt. Trianon előtt Modrus-Fiume vármegye Vojnići járásához tartozott. 2011-ben mindössze 19 lakosa volt.

## Lakosság
| Lakosság változása | Lakosság változása | Lakosság változása | Lakosság változása | Lakosság változása | Lakosság változása | Lakosság változása | Lakosság változása | Lakosság változása | Lakosság változása | Lakosság változása | Lakosság változása | Lakosság változása | Lakosság változása | Lakosság változása | Lakosság változása | Lakosság változása |
| ------------------ | ------------------ | ------------------ | ------------------ | ------------------ | ------------------ | ------------------ | ------------------ | ------------------ | ------------------ | ------------------ | ------------------ | ------------------ | ------------------ | ------------------ | ------------------ | ------------------ |
| 1857               | 1869               | 1880               | 1890               | 1900               | 1910               | 1921               | 1931               | 1948               | 1953               | 1961               | 1971               | 1981               | 1991               | 2001               | 2011               | 2021               |
| 234                | 283                | 265                | 345                | 338                | 350                | 340                | 408                | 293                | 302                | 294                | 205                | 134                | 99                 | 12                 | 19                 | 12                 |

## Nevezetességei
Szkrad várának romjai a Szkradi hegység egyik keskeny, sziklás nyúlványán, a Korana folyó fölött találhatók. Vele szemben, a folyó túlpartján emelkedik az a Kestenjak hegy, ahonnan a helyiek szerint, a török lövette egykor a várat. A várnak tekintélyes romjai állnak bár a Korana felőli oldalának fala, egy 1864-es villámcsapás következtében a folyóba omlott. A belső vár háromszög alaprajzú volt, itt állt egykor a Frangepánok palotája. Egykor magas falak és tornyok övezték, de alapfalaikat is nehéz ma már felismerni. A belső vár körüli platón a külső vár, az egykori mezőváros alapfalai jól kivehetők. A vár alatti mezőváros Szt. Lőrinc plébániatemplomának falai az egykori kaputorony mellett mintegy egy méter magasságban állnak. A kaputoronyból mára csak kőhalmaz maradt.